# Gare de Nishi-Wakamastu
La gare de Nishi-Wakamastu (西若松駅, Nishi-Wakamastu-eki) est une gare ferroviaire de la ville d'Aizuwakamatsu au Japon. Elle est exploitée par les compagnies JR East et Aizu Railway.

## Situation ferroviaire
La gare de Nishi-Wakamastu est située au point kilométrique (PK) 3,1 de la ligne Tadami. Elle marque le début de la ligne Aizu.

## Historique
La gare a été inaugurée le 15 octobre 1926.

## Service des voyageurs

### Accueil
La gare dispose d'un bâtiment voyageurs, avec guichets, ouvert tous les jours.

### Desserte

#### JR East
- Ligne Tadami :
  - voies 1 et 2 : direction Aizu-Wakamatsu
  - voie 2 : direction Aizu-Kawaguchi

#### Aizu Railway
- Ligne Aizu :
  - voie 3 : direction Aizu-Tajima ou Aizu-Wakamatsu